# Santiago Sequeiros
Santiago Sequeiros (Buenos Aires en 1971) es un historietista e ilustrador español.

## Biografía
Con su familia vivió en Madrid y luego Vigo,y luego en Sevilla donde estudió los últimos años de Bachillerato, donde suspendía más que aprobaba. 
Estudiando Filología Inglesa en Sevilla, publicó en la revista subvencionada Imajen de Sevilla. Animado por este hecho, se establece en Barcelona y colabora en los últimos números de la revista Totem, al mismo tiempo que estudia Diseño Gráfico en ELISAVA, previendo el negro futuro que se avecina para su vocación.
Su historieta Ambigú terminaría siendo publicada por la editorial independiente Camaleón en formato álbum, lo mismo que su siguiente obra: Nostromo Quebranto (1995). Todas ellas se ambientan en la ficticia ciudad de la Mala Pena, que debe mucho a la obra de Juan Carlos Onetti y al Cine expresionista alemán. Un año después, era galardonado con el Premio al autor revelación en el Salón Internacional del Cómic de Barcelona y La Cúpula edita To apeirón en su colección Brut Comix.
Cumplidos los 25 años, abandonó por un largo periodo un medio que no le daba para vivir, centrándose en la ilustración, la publicidad y los storyboards. En el año 2000 recibe el premio a la mejor secuencia animada en el Festival Internacional de Cine de Animación de Annecy. Se traslada a Nueva York por un tiempo y a su regreso colabora con Jose Luis Sampedro en los libros El Mercado y la Globalización y Mongoles en Bagdad entre otros títulos de diferentes autores. Sus ilustraciones aparecen en periódicos como El Mundo, El País, El Periódico de Catalunya y otras publicaciones digitales e impresas. Su trabajo ha sido expuesto en Europa y Latinoamérica. Actualmente trabaja en su obra Romeo Muerto. Reside en Madrid.